# Ringa stöld
Ringa stöld (tidigare snatteri) är ett egendomsbrott som innebär stöld. Begreppet används vanligen om stölder i butik, av något som har ett lägre ekonomiskt värde.  I Sverige räknas efter ett avgörande av Högsta  domstolen 2019 tillgrepp av egendom värd under 1 250 SEK som ringa stöld. I samband med en lagändring 1 juli 2017 togs den tidigare rubriceringen snatteri bort.
De flesta gärningsmän är icke-organiserade amatörer, men det förekommer individer och organiserade grupper som livnär sig på tillgrepp i butiker, och dessa tenderar att vara mer kvalificerade.
I de fall en kund i butik tillåts hålla butikens varor i handen eller lägga dem i en kundvagn, och oavsiktligt kan glömma betala, kan kunden inte dömas för ringa stöld eftersom det saknas uppsåt. Dock är det sällsynt att det inte går att bevisa att kunden haft uppsåt att stjäla. Den vanligaste påföljden för ringa stöld i domstol är böter, men i straffskalan finns även fängelse i högst sex månader.

## Skydd mot tillgrepp
Tekniker för att skydda en butik mot snatteri är kameraövervakning, stöldskyddsmärkning, elektroniska varularm, exempelvis baserade på RFID-taggar, samt inbrottslarm. Andra metoder är uniformerade eller civilklädda väktare, speglar, tomma kartonger vars innehåll måste hämtas i kassan, varor inlåsta i glasskåp eller skyddade med vajrar, inspektioner av dörrvakter i samband med att kunder lämnar butiken, samt inventering och regelbunden granskning av kassaregister för att upptäcka avvikelser. I butiker där anställda hälsar på kunder, erbjuder dem hjälp och följer personen i butiken, kan gärningsmän känna sig obekväma. Butiker med provrum kan ha personal som kontrollerar att kunderna har lika många plagg med sig ut när de lämnar provrummen som när de gick in.
För att en person ska kunna dömas för ringa stöld krävs alltid att man konstant observerat personen och varorna, samt observerat döljandet av densamma, och väntat tills gärningsmannen passerat butikens sista möjlighet till betalning innan gripandet görs. Var butikens sista möjlighet till betalning finns varierar från butik till butik men i nästan alla butiker finns den långt innan man lämnat butiken.  

## Sverige
I Sverige ändrades brottsrubriceringen snatteri till ringa stöld 1 juli 2017, men samma innehåll och straff som tidigare enligt 8 kap. 2 § brottsbalken.
År 1990 höjdes gränsen mellan stöld och snatteri till 800 kronor enligt Högsta domstolens dom i NJA 1990 s 743. I en dom 1994 har Högsta domstolen vid tillgrepp av varor för 928 kr bedömt det som stöld. Värdegränsen för vad som i butik är att anse som snatteri höjdes till 1 000 kr genom dom i Högsta domstolen 30 september 2009.
Det bör noteras att ovannämnda beloppsgräns i första hand tillämpas vid tillgrepp från butik. Vid tillgrepp från privatperson saknar denna beloppsgräns relevans.
Påföljden är böter eller fängelse i högst 6 månader.  Och eftersom brottet kan leda till fängelse så har även envar - det vill säga; vem som helst - rätt att gripa den skyldige om hen påträffas på bar gärning eller flyende fot. Märk dock att den gripne skyndsamt skall överlämnas till närmaste polisman.

## USA
I de flesta amerikanska delstater finns ingen särskild snatterilag, utan snatteri betraktas som en lättare form av stöld, och ger således kortare straff än grov stöld. Butikschefer och anställda har i de flesta stater rätt att gripa och kvarhålla misstänkta snattare. I många stater har återförsäljare rätt att kräva skadestånd för att täcka kostnaderna för att undvika och hantera snatteri.
Amerikanska återförsäljare beräknar ett svinn på cirka 0,6% av inventarierna till följd av snatteri. År 2001 hävdades det att snatteri kostade den amerikanska detaljhandeln $25 000 000 per dag. Dessutom tillkommer snatteri som upptäckts och återlämnats till butiken. Bedömare beräknar att hälften av detta svinn stjäls av anställda, och resten av kunder.[källa behövs]

## Brasilien
I Brasilien måste kunder ofta lämna sina väskor vid dörren när man går in i en butik, och får uppvisa kvitto när man lämnar butiken. På populära restauranger som kallas "comida a quilo" (mat per kilogram) är det vanligt att kunderna får en "bilhete de liberdade" (fribiljett) som ska återlämnas till dörrvakten när man lämnar restaurangen.  